# Bestia (film 1988)
Bestia (org. The Beast) – amerykański dramat wojenny z 1988 w reżyserii Kevina Reynoldsa na podstawie sztuki Williama Mastrosimone pod tytułem Nanawatai. Film znany jest również pod tytułem Bestia wojny.

## Opis fabuły
Wojna w Afganistanie, rok 1981. Afgańską wieś pacyfikuje oddział radzieckich czołgów, giną bestialsko mordowani cywile. Podczas powrotu jeden z radzieckich pojazdów myli drogę i odłączając się od reszty oddziału wjeżdża do Doliny Szakala – równiny otoczonej ze wszystkich stron górami i przepaścią. Wiedzie do niej tylko jedna droga, będąca jednocześnie wyjściem. Gdy grupa lokalnych Mudżahedinów zauważa, że pojazd jest w pułapce, wraz z krewnymi zamordowanych postanawia go zaatakować i zniszczyć. Zadanie nie jest proste, bowiem ludzie ci nie mają wojskowego przeszkolenia i nie potrafią posługiwać się bronią jaką posiadają. Sytuacja zmienia się gdy w ich ręce wpada jeden z członków załogi czołgu – mechanik Kowierczenko (w cywilu poeta-student). Nie akceptując brutalnych metod swojego dowódcy Daskala (Daskal z zimną krwią zabija towarzyszącego załodze afgańskiego tłumacza) zostaje on przez niego pozostawiony na niechybną śmierć przywiązany do skały z odbezpieczonym granatem pod głową. Kiedy Afgańczycy odnajdują go i uwalniają, Kowierczenko decyduje się do nich przyłączyć. Naprawia znajdujący się na wyposażeniu Pasztunów granatnik przeciwpancerny RPG-7 (wykradziony radzieckim żołnierzom przez afgańskie kobiety) i deklaruje pomoc w zniszczeniu radzieckiego czołgu. Nie jest to zadanie łatwe, dowódca czołgu to stary, doświadczony żołnierz, który jako dziecko bronił Stalingradu. Pozbawiony skrupułów nie waha się przed niczym – zatruwa źródło wody, zastawia pułapki minowe. Oddział ścigających go Pasztunów coraz bardziej się wykrusza. Wkrótce za pojazdem, którego załoga w końcu odnajduje drogę powrotną, podążają już tylko Kowierczenko i Kaj, którego ojciec i brat polegli zamordowani w wiosce. Przy wyjściu z doliny dopadają wreszcie uciekający czołg i bezskutecznie próbują go zniszczyć – pocisk wystrzelony z RPG-7 przez Kowierczenkę trafia pojazd w armatę nie czyniąc mu większych szkód. Gdy zdaje się, że czołg bezpiecznie opuści dolinę zmierzając ku swoim, spada na niego z gór lawina kamieni, którą wywołały afgańskie kobiety – wieśniaczki ze spacyfikowanej wsi. Czołg zostaje unieruchomiony i podpalony. Załoga poddaje się, a następnie zostaje puszczona wolno. Jednak tylko ładowniczy Golikow i działonowy Kaminski uchodzą cało – Daskal ginie ukamienowany z rąk kobiet afgańskich. Sam Kowierczenko zostaje ewakuowany przez radziecki śmigłowiec. W ostatniej symbolicznej scenie wymienia z Tajem swojego „kałasznikowa” na archaiczny muszkiet.

## Obsada aktorska
- George Dzundza jako Daskal
- Jason Patric jako Kowierczenko
- Don Harvey jako Kaminski
- Stephen Baldwin jako Golikow
- Steven Bauer jako Taj
- Erick Avari jako Samad
- Kabir Bedi jako Akbar
- Yitzhak Ne'eman jako Iskandar
- Chaim Girafi jako Mustafa
- Shoshi Marciano jako Szerina
- Victor Ken jako Ali
- David Sherrill jako Kowalow
- Moshe Vapnik jako Hasan
- Claude Aviram jako Sadio
- Avi Keedar jako Nur
- Rami Heuberger jako II pilot helikoptera
- Avi Gil-Or jako Kazaman
- Roberto Pollak jako Szazaman
- Beni Baruchin jako Afzal

## Produkcja
W wyprodukowanym przez Amerykanów w roku 1988 filmie, kiedy współpraca filmowa z kinematografią radziecką nie była jeszcze możliwa, zwraca uwagę scenografia, a ściślej – uzbrojenie żołnierzy radzieckich. Aktorzy noszą radzieckie mundury (kombinezony, hełmofony, maski przeciwgazowe), posiadają radziecką broń („kałasznikowy”, RPG-7) oraz przemieszczają się radzieckim czołgiem. Ta zapewniająca dużą dozę realizmu inscenizacja możliwa była dzięki współpracy producentów filmu z armią Izraela, która po kilku wojnach z państwami arabskimi zbrojonymi przez ZSRR posiadała w swoim arsenale wiele egzemplarzy radzieckiej broni. Pojazd który „wystąpił w roli” radzieckiego czołgu (w filmie jest to T-62) to izraelski Ti-67, będący zmodyfikowaną wersją radzieckiego, zdobycznego T-55. Mankamentem tej „radzieckiej oprawy” filmu jest śmigłowiec transportowy występujący w jednej ze scen. Rolę tę (najprawdopodobniej Mi-8) pełni bowiem francuski Aérospatiale Super Frelon.
„Afgańskie” plenery znaleziono w Izraelu.
Film przez wiele lat był stosunkowo mało znanym obrazem poświęconym wojnie w Afganistanie. Najprawdopodobniej stało się tak dlatego, że jego premiera przypadła zaledwie cztery miesiące po premierze megaprodukcji Rambo III utrzymanej w tej samej tematyce. Pozostając w jej cieniu Bestia wyświetlana była w ograniczonej ilości kin w USA i praktycznie pozostała niezauważona przez krytyków i media reklamowe. W 2003 film został po raz pierwszy wydany na DVD i zyskał dużą popularność.